# Lista de representantes permanentes da Colômbia nas Nações Unidas
Esta é uma lista de representantes permanentes da Colômbia, ou outros chefes de missão, junto da Organização das Nações Unidas em Nova Iorque.
A Colômbia foi um dos Estados fundadores das Nações Unidas e é membro desde 5 de novembro de 1945.
| Início | Término | Representante permanente (Chefe de missão) | Cargo                        | Credenciais |
| ------ | ------- | ------------------------------------------ | ---------------------------- | ----------- |
| 1946   | 1948    | Alfonso López Pumarejo                     | Representante permanente     |             |
| 1948   | 1949    | Roberto Urdaneta Arbeláez                  | Representante permanente     |             |
| 1949   | 1950    | Fernando Londoño y Londoño                 | Representante permanente     |             |
| 1950   | 1952    | Elíseo Arango Ramos                        | Representante permanente     |             |
| 1952   | 1953    | Carlos Echeverri Cortés                    | Encarregado de negócios a.i. | -           |
| 1953   | 1953    | Evaristo Sourdis Juliao                    | Representante permanente     |             |
| 1953   | 1957    | Francisco José Urrutia Holguín             | Representante permanente     |             |
| 1957   | 1961    | Alfonso Araújo Gaviria                     | Representante permanente     |             |
| 1961   | 1965    | Germán Zea Hernández                       | Representante permanente     |             |
| 1965   | 1967    | Alfonso Patiño Rosselli                    | Encarregado de negócios a.i. | -           |
| 1967   | 1969    | Julio César Turbay Ayala                   | Representante permanente     |             |
| 1969   | 1970    | Joaquín Vallejo Arbeláez                   | Representante permanente     |             |
| 1970   | 1973    | Augusto Espinosa Valderrama                | Representante permanente     |             |
| 1973   | 1975    | Aurelio Caicedo Ayerbe                     | Representante permanente     |             |
| 1975   | 1977    | Germán Zea Hernández                       | Representante permanente     |             |
| 1977   | 1978    | José Fernando Botero                       | Encarregado de negócios a.i. | -           |
| 1978   | 1982    | Indalecio Liévano Aguirre                  | Representante permanente     |             |
| 1982   | 1983    | Carlos Sanz de Santamaría                  | Representante permanente     |             |
| 1983   | 1987    | Carlos Albán Holguín                       | Representante permanente     |             |
| 1987   | 1990    | Enrique Peñalosa Camargo                   | Representante permanente     |             |
| 1991   | 1992    | Fernando Cepeda Ulloa                      | Representante permanente     |             |
| 1992   | 1994    | Luis Fernando Jaramillo Correa             | Representante permanente     |             |
| 1994   | 1998    | Julio Londoño Paredes                      | Representante permanente     |             |
| 1998   | 2003    | Alfonso Valdivieso Sarmiento               | Representante permanente     | 1998-09-18  |
| 2003   | 2004    | Luis Guillermo Giraldo                     | Representante permanente     | 2003-01-21  |
| 2004   | 2006    | María Ángela Holguín                       | Representante permanente     | 2004-09-16  |
| 2006   | 2010    | Claudia Blum                               | Representante permanente     | 2006-09-11  |
| 2010   | 2014    | Néstor Osorio Londoño                      | Representante permanente     | 2010-11-22  |
| 2014   | atual   | María Emma Mejía                           | Representante permanente     | 2014-02-25  |